# 2018年2月

## 2月1日
- 国际体育仲裁院撤銷国际奥林匹克委员会對28名俄羅斯運動員的終身禁賽令，該28人在2014年冬季奥林匹克运动会的比賽成績亦獲得恢復，另外11名俄羅斯運動員的終身禁賽令獲得縮短至僅限於2018年冬奧會[1][2]。
- 澳洲財長莫里森（Scott Morrison）宣布收緊外國人投資當地電力基礎設施和農地的規定，表示要在國家安全威脅和創造就業、推動經濟增長之間取得平衡[3]。

## 2月3日
- 敘利亞反政府武裝在伊德利卜省擊落一架俄軍苏-25攻擊機，機師跳傘着陸後與武裝分子戰鬥，最後引爆手榴彈自殺[4][5]。

## 2月4日
- 馬爾代夫爆发政治危机，國會宣布基於安全理由，將無限期休會，軍警在3日起就包圍了國會大樓[6]。同日，兩名獲最高法院裁定恢復職權、結束流亡返國的反對派議員，在機場被警方以涉嫌貪污的罪名拘捕[7]。
- 2018年賽普勒斯總統選舉進行次輪投票[8]。
- 2018年哥斯達黎加大選（英语：Costa Rican general election, 2018）進行投票[9]。
- 厄瓜多尔就7個議題舉行公民投票[10]。
- 臺湾花莲县东部近海於21:56发生Mw 6.1级地震，臺湾全岛皆有明显震感[11]。

## 2月5日
- 受阿拉斯加附近阻塞高氣壓影響，導致臺灣、華東、華南普遍寒冷，而華東部分低區出現10年來最大降雪，福建多地出現罕見降雪[12]。

## 2月6日
- 臺灣花蓮外海在23:50分發生6.2地震，花蓮市區最大震度7級，造成數棟大樓倒塌，多人傷亡[13][14][15]。
- 东盟十国外长在新加坡开会，并发表联合声明，指中国在南中国海岛礁的军事化建设加剧了该区域的紧张局势，这样让周边其他有主权诉求的国家对中国失去信任[16]。
- 美國SpaceX研製的獵鷹重型運載火箭在佛羅里達州甘迺迪太空中心成功升空[17]。

## 2月7日
- 美軍在敘利亞代尔祖尔省與包括俄羅斯私人軍事服務公司人員在內的約500名親敘利亞政府部隊交火，造成200至300名親敘政府部隊人員喪生，美軍則無傷亡[18]。

## 2月9日
- 2018年冬季奧林匹克運動會開幕式在韓國平昌郡舉行[19]。

## 2月10日
- 以色列空军一架F-16戰機在遇到敘利亞空防系統攻擊後墜毀於以色列北部，兩名機師跳傘逃生獲救[20]。
- 香港一輛雙層巴士在大埔公路失事翻側，造成19人喪生[21]。

## 2月11日
- 俄羅斯薩拉托夫航空703號班機起飛後在莫斯科東南墜毀，機上71人全數遇難[22]。

## 2月13日
- 南非非国大党正式要求雅各布·祖马辞职。[23]
- 英國國防大臣韋廉信（Gavin Williamson）證實，下個月英國將派出一艘軍艦從澳洲起航並穿越南中國海，以維護這片水域的航行自由[24]。
- 中共中央宣传部原副部长、中央网信办原主任鲁炜因严重违纪，被开除中国共产党党籍和公职。[25]

## 2月14日
- 美國佛罗里达州一所高中發生校園槍擊案，一名因纪律问题被开除的前学生在学校及校外开枪，造成17人喪生[26]。
- 南非总统雅各布·祖玛在星期三晚間宣佈辭職，即時生效[27]。

## 2月16日
- 墨西哥瓦哈卡州发生里氏7.2级地震[28]，一架接載官員到場視察的直升机在降落時坠毁，造成地面上13人喪生[29]。

## 2月18日
- 伊朗阿塞曼航空3704號班機墜毀於伊朗伊斯法罕省札格洛斯山區，機上66人全數罹難。[30]
- 梵蒂岡教宗同意與中國簽署主教任命協議，教廷官員表示預計3月可在羅馬完成簽署協議的儀式[31]。

## 2月22日
- 中國冬奧體育員武大靖兩道在平昌冬奧男子短道速滑500米破世界紀錄,第一次時間為39秒8，第二次時間為39秒584，時間相差0.226秒。兩次前是從一名美國運動員在2012年破的。

## 2月23日
- 美國對世界貿易組織（WTO）表示，中國3月31日生效的互聯網接入規定，看來對跨境服務供應商造成重大新限制，在WTO應該要有所討論[32]。

## 2月24日
- 第68屆柏林影展舉辦頒獎典禮，羅馬尼亞電影《禁身接觸》獲頒最高榮譽金熊獎[33]。

## 2月25日
- 新华社公布了中共十九届二中全会通过的《中国共产党中央委员会关于修改宪法部分内容的建议》，提议对《中华人民共和国宪法》进行修正，从而赋予设区的市地方立法权、正式确立宪法宣誓制度、删除中华人民共和国主席和副主席“连任不得超过两届”限制、设立国家监察机关等。[34][35]
- 巴布亚新几内亚发生Mw 7.5级地震，造成10人遇难[36]。

## 2月27日
- 埃及著名女歌手謝琳（Sherine Abdel Wahab）因「污衊尼羅河」言論被開羅南部法院缺席審判，法院判定謝琳犯「冒犯埃及」罪，判處6個月監禁；並以謝琳「散布假消息」判罰1萬埃及鎊（約合4400港幣）[37]。